# Josef Kautzner
Josef Kautzner (* 9. listopadu 1957 Praha) je český kardiolog, přednosta Kardiocentra a Kliniky kardiologie Institutu klinické a experimentální medicíny (IKEM). Je mezinárodně uznávaným odborníkem v oboru arytmologie. Jeho hlavním klinickým i výzkumným zájmem jsou katetrizační ablace srdečních arytmií, srdeční resynchronizační léčba a zobrazovací metody v kardiologii.

## Život
Studia na 1. lékařské fakultě University Karlovy v Praze ukončil v roce 1983. Odbornou kvalifikaci ve vnitřním lékařství a v kardiologii získal na II. interní klinice Všeobecné fakultní nemocnice v Praze a v klinickém výzkumu v St. George’s Hospital v Londýně. V roce 1996 nastoupil jako specialista v oboru elektrofyziologie na Klinice kardiologie IKEM. Od roku 2001 je přednostou Kliniky kardiologie IKEM a od roku 2021 také přednostou celého Kardiocentra. V roce 2005 byl jmenován profesorem vnitřního lékařství na 1. lékařské fakultě Univerzity Karlovy v Praze.

## Členství v odborných společnostech
- Evropská asociace srdečního rytmu (EHRA)
- Evropská kardiologická společnost
- Heart Rhythm Society
- čestný člen několika evropských národních asociací srdečního rytmu